# Bloom (Red Velvet)
Bloom è il terzo album in studio (il primo in lingua giapponese) del girl group sudcoreano Red Velvet, pubblicato nel 2022.

## Tracce
1. Marionette – 3:48
2. WILDSIDE – 3:49
3. SAPPY – 3:19
4. Jackpot – 3:02
5. #Cookie Jar – 3:33
6. Snap Snap – 3:23
7. Sayonara – 3:15
8. Aitai-tai – 3:14
9. Swimming Pool – 3:20
10. Cause it's you – 2:59
11. Color of Love – 3:07